# L'amante del vampiro
L'amante del vampiro és una pel·lícula de terror italiana de 1960 dirigida i coescrita per Renato Polselli .

## Trama
Un vespre, una ballarina descobreix que una comtessa i el seu majordom, que en realitat són dos vampirs, viuen en un castell en ruïnes proper. L'home acostuma a vampiritzar víctimes joves i belles mentre que la comtessa, vampiritzant periòdicament el majordom, es manté jove i bonica al llarg dels anys. Després de ser abordada pel majordom, la ballerina comença a mostrar signes d'inestabilitat.

## Repartiment
- Hélène Remy com a Luisa
- Walter Brandi com a Herman
- Maria Luisa Rolando com la comtessa Alda
- Pier Ugo Gragnani com a professor
- Tina Gloriani com a Francesca
- Isarco Ravaioli com a Luca
- Gino Turini com Giorgio

## Producció
La història i el guió de la pel·lícula van ser escrits pel director Renato Polselli i els autors del guió Giuseppe Pellegrini i Ernesto Gastaldi. El guió original de la pel·lícula va ser escrit per Giampaolo Callegaris . Ernesto Gastaldi va descriure el guió com "més aviat caní", i en va escriure un de nou amb el director Renato Polselli. Gastaldi va considerar que el guió no era diferent de qualsevol altre en què havia treballat, amb l'únic element nou que eren elsvampirs. Gastaldi va comentar que des que Dràcula protagonitzada per Christopher Lee havia estat un èxit tan gran a Itàlia, els productors i distribuïdors estaven ansiosos de fer les seves pròpies pel·lícules de vampirs.
Gastaldi va recordar que el càsting per a la pel·lícula va implicar Gino Turini, que va posar part dels diners per a la pel·lícula, i Hélène Rémy ja que la pel·lícula anava a ser originalment un acord de coproducció amb França. Gastaldi també va assenyalar que el càsting de Tina Gloriani es va deure al fet que en aquell moment era l'amant del director.
La pel·lícula es va rodar al castell d'Artena a finals de 1959 en tres setmanes. Renato Polselli ha afirmat que els esquelets de les escenes de la cripta del vampir eren esquelets reals. La fotografia de deteriorament de la cara del vampir va ser un efecte especial casolà. Polselli va afirmar que l'estoig es va fer amb guix, i després la maquilladora va modelar una màscara de goma adhesiva per sobre amb una capa de cendra entre el plàstic i la goma. "Vam fer un model facial amb guix, després la maquilladora i jo li vam modelar una màscara de goma adhesiva. El nostre truc va ser posar una capa de cendra entre el guix i la goma."

## Llançament
L'amante del vampiro es va estrenar a Itàlia el 23 de maig de 1960, on va ser distribuït per Rome International Films. La pel·lícula va recaptar un total de 98 milions de lires italianes a les seves sales. La pel·lícula es va publicar com a fotonovel·la al número de març de 1962 com a Malia - I fotoromanzi del brivido. La pel·lícula es va projectar a Los Angeles el 31 d'octubre de 1962.
Els censors italians li van donar a L'amante del vampiro una classificació V.M. 16, cosa que la va fer "prohibida als menors de 16 anys". Els censors van exigir que es tallessin tots els primers plans de la cara del vampir i que s'escurcés la fusió final dels vampirs. Mesos després de l'enviament de les demandes de la censura, el productor va presentar una nova versió de la pel·lícula que va aprovar amb una qualificació V.M. 16 i sense talls.
La pel·lícula s'ha llançat per a la seva visualització casolana per Amazon Instant Video i en un DVD amigable en anglès de NoShame a Itàlia.
Scream Factory va estrenar la pel·lícula en Blu-ray per primera vegada als Estats Units el 22 de maig de 2018 amb una nova transferència d'alta definició de la pel·lícula procedent dels últims elements supervivents de la pel·lícula.

## Llegat
Al seu llibre Italian Horror Film Directors, Louis Paul va descriure la pel·lícula com "una nota a peu de pàgina important en la història del terror italià per ser una de les primeres pel·lícules a barrejar descaradament sexe i terror", i va assenyalar que va influir fortament en el cinema de terror europeu, incloses les produccions de Hammer de finals de la dècada de 1960.